# Ichthyophis bannanicus
Ichthyophis bannanicus är en groddjursart som beskrevs av Yang 1984. Ichthyophis bannanicus ingår i släktet Ichthyophis och familjen Ichthyophiidae. IUCN kategoriserar arten globalt som livskraftig. Inga underarter finns listade i Catalogue of Life.